# جيفري ديليسل
جيفري ديليسل هو جاسوس كندي، ولد في 30 مارس 1971 في نوفا سكوشا في كندا.